# معبد ملقرط
 معبد ملقرط  هو معلم أثري تونسي مصنف من قبل المعهد الوطني للتراث يقع في ولاية سليانة في الشمال الغربي التونسي، تحديدا في مدينة مكثر تم تصنيف المعلم في يوم 3 مارس 1915 

## مقالات ذات صلة
- قائمة المعالم الأثرية المصنفة في تونس